# Pöide
Pöide – wieś w Estonii, w prowincji Sarema, w gminie Pöide.